# Albrecht Friedrich Ludolph Lasius

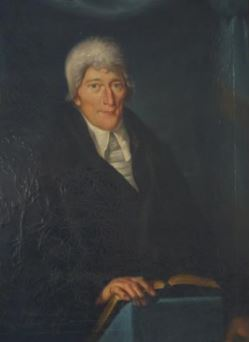
Pastor Lasius, Bildnis von Heinrich Neelmeyer in der Belmer Kirche

Albrecht Friedrich Ludolph Lasius (* 27. Juli 1754 in Uetze; † 11. Dezember 1819 in Belm) war ein lutherischer Garnison- und Hofprediger sowie Präsident des Landkonsistoriums in Osnabrück.

## Familie
Herkunft
Lasius war ein Sohn des Pastors Otto Benjamin Lasius († 1779), Pfarrer in Uetze (1753–1764) und Superintendent in Burgdorf (1764–1779). Sein Bruder war der Geograph und Mineraloge Georg Siegmund Otto Lasius (1752–1833).
Nachkommen
Er heiratete am 29. November 1778 in Burgdorf Dorothee Henriette Charlotte Volger (1761–1778), Tochter des Amtsvogts in Uetze Otto Johann Volger. Das Ehepaar hatte die Tochter Sophie Charlotte Emilie (* 15. Dezember 1783 in Burgdorf) und den Sohn Christian Georg Otto (* 20. September 1779 in Burgdorf; † 1848 in Dissen), der nach dem Abitur am Ratsgymnasium Osnabrück 1798 und der Promotion zum Dr. jur. 1804 Notar in Dissen (1807–1848) und dort auch Vogt (1831–1848) war. Aus der zweiten Ehe von Lasius stammte die Tochter Anne Friderike Juliane Dorothea (Julie) Lasius (* 1787), die 1806 den französischen Hauptmann Juste Golzio heiratete.

## Leben
Albrecht Friedrich Ludolph Lasius studierte Theologie in Göttingen (1775) und verließ die Universität als cand. theol. Er hatte 1777–1785 die zweite Pfarrstelle in Burgdorf inne, wo er aufgewachsen war. Am 23. Oktober 1785 wurde er zum Garnisonprediger in Osnabrück berufen wurde.
Ämter
Wie alle Beamte im Ancien Régime, strebte auch Lasius nach möglichster Häufung seiner Ämter, um seinen Lebensunterhalt auf eine um so sicherere Grundlage zu stellen. Zusätzlich zum Amt des Garnisonpredigers wurde ihm 1789 auch die Stelle eines Osnabrücker Hofpredigers verliehen. Die Aufgabe bedeutete kaum ein Mehr an Arbeit, denn der Hof unter dem Fürstbischof Friedrich von York hielt sich höchst selten in den Mauern der Hansestadt auf. Allerdings führte die neue Stelle zu einem Interessenkonflikt. In seiner Eigenschaft als Garnisonsprediger übte das kurfürstliche Konsistorium in Hannover die kirchenrechtliche Aufsicht über ihn aus. Als Hofprediger unterstand er aber dem fürstbischöflich osnabrückischen Landeskonsistorium. Das Problem spitzte sich zum Konflikt zu, als Lasius 1795 nach der vakanten dritten Predigerstelle an der Osnabrücker Marienkirche griff; allerdings vergeblich.
Als sich im Vorfeld des Reichsdeputationshauptschlusses die Säkularisierung des Klosters Iburg abzeichnete, bat Lasius 1802 erfolglos die „Königlich-Großbritannische Kurfürstlich Braunschweig-Lüneburgische allerhöchst verordnete Kommission“ dort ein evangelisches Priesterseminar einzurichten. Auch in der Napoleonischen Zeit (1807–1814) setzte er sein Streben nach Ämterkumulation fort. 1809 wurde Lasius als Nachfolger des 1806 zum zweiten Konstorialrat ernannten Heinrich Gottfried Bernhard Franke (1764–1845) Mitglied des Osnabrücker Landkonsistoriums. 1812 wurde er zum Präsidenten des Gremiums berufen.
Erlangung der Pfarrstelle in Belm
Die Vakanz auf der Pastorenstelle in der Gemeinde Belm bei Osnabrück, die seit dem Dreißigjährigen Krieg nicht mehr besetzt war, nutzte er 1812, um in das Amt eines Belmer Gemeindepfarrers einzutreten. Das hatte Lasius schon seit Jahren vorbereitet. Als Belm im Laufe der napoleonischen Kriege von französischen Truppen besetzt wurde, ermunterte Lasius die Belmer, die Situation zu nutzen und religiöse Freiheit zu beantragen. Im Januar 1809 gestattete der Präfekt in Osnabrück den Belmern, die Leichen ihrer Verstorbenen unter Hinzuziehung eines evangelischen Predigers beerdigen zu lassen. Dieser Prediger war Lasius. Im November 1809 schrieb der Präfekt, dass auch in Belm evangelische Gottesdienste abgehalten werden dürfen. Natürlich hielt Lasius die Gottesdienste ab. Der erste fand im Schulhaus am Schmiedebrink statt, das er zum Bethaus weihte. „Durch Lasius ermutigt, kaufen die Belmer zwei Kotten am Tie, reißen sie ab und erbauen dort ein massives Haus als Wohnung für ihren zukünftigen Pastor.“
Garnisonsschule und Lehrerbildungsseminar
Aufgewachsen im Geist der deutschen Aufklärung engagierte sich Lasius stark in der Jugenderziehung und Jugendbildung, speziell in der  Unterrichtung der Osnabrücker Garnisonskinder. Er begann seine Garnisonsschule 1785 mit 37 Kindern, von denen nicht einmal ein Drittel, wie er sagte, in der Bibel lesen könne. Im Jahre 1802 war der Unterricht so vorangeschritten und waren die Ziele so abgesteckt, dass er sich über die Lehrer und deren Bildung Gedanken zu machen begann. Er schlug vor, aus dem säkularisierten Osnabrücker Kirchengut ein Lehrerbildungsseminar einzurichten. Als evangelisches Osnabrücker Lehrerseminar nahm es dann 1810 mit einem Lehrer und vier Auszubildenden seine Arbeit auf. Sein Aufklärungsdenken von der Bildung des Menschengeschlechts in praktischer Absicht brachte ihn fraglos in eine gewisse Nähe zur Politik der neuen französischen Herren Osnabrücks. Er wurde Mitglied des „Departementalvereins zur Beförderung des Ackerbaus, der Gewerbe, Künste und Wissenschaften“, der 1812 vom Präfekten des Ober-Ems-Departements, Karl Ludwig von Keverberg, ins Leben gerufen worden war.
Freimaurer
Um 1800 gab es drei bekannte Freimaurer in der Stadt Osnabrück. Den Landdrosten Ludwig Clamor v. Schele, den Präsidenten der Justizkanzlei Justus Friedrich August Lodtmann und Lasius, der damals Mitglieder der Loge „Zum weißen Pferde im Orient von Hannover“ war. Im August 1806 gründeten diese drei älteren Logenbrüder zusammen mit jüngeren die Freimaurerloge „Zum goldenen Rad.“
Veröffentlichung
Praktische Nützlichkeit wies das einzige literarische Werk auf, das von ihm im Druck erhalten ist. Es ist eine historisch-statistische Beschreibung des Kaiserreichs Frankreich unter Einschluss der neuen aus Deutschland gewonnenen Gebiete (Osnabrück 1812).

## Werke
- Der Französische Kayser-Staat unter der Regierung des Kaysers Napoleon des Großen im Jahre 1812. Osnabrück 1813 (Google Books).